# Audan Bökei ordassy
Der Audan Bökei ordassy (kasachisch Бөкей ордасы ауданы Bökei ordassy audany, russisch Бокейординский район Bokejordinski rajon) ist ein Bezirk im Gebiet Westkasachstan in Kasachstan.

## Bevölkerung
Bei der Volkszählung 1999 hatte der Audan Bökei ordassy 19.507 Einwohner. Die Volkszählung 2009 ergab für den Bezirk eine Einwohnerzahl von 16.668. Bei der letzten Volkszählung 2021 lebten 14.480 Menschen im Audan Bökei ordassy. Die Fortschreibung der Bevölkerungszahl ergab zum 1. Januar 2025 eine Einwohnerzahl von 14.039.
| Einwohnerentwicklung               | Einwohnerentwicklung | Einwohnerentwicklung | Einwohnerentwicklung | Einwohnerentwicklung | Einwohnerentwicklung | Einwohnerentwicklung | Einwohnerentwicklung |
| 1939                               | 1979                 | 1989                 | 1999                 | 2009                 | 2021                 |                      |                      |
| ---------------------------------- | -------------------- | -------------------- | -------------------- | -------------------- | -------------------- | -------------------- | -------------------- |
| 35.323                             | 16.830               | 18.360               | 19.507               | 16.668               | 14.480               |                      |                      |
| Anmerkung: Volkszählungsergebnisse |                      |                      |                      |                      |                      |                      |                      |

## Verwaltungsgliederung
Der Audan Bökei ordassy ist in sieben ländliche Bezirke (kasachisch Ауылдық округ Auyldyq okrug; russisch Сельский округ Selski okrug) gegliedert (Stand: 2021).
| Ländlicher Kreis | Einwohner | Einwohner | Orte                                        |
| Ländlicher Kreis | 2009      | 2021      | Orte                                        |
| ---------------- | --------- | --------- | ------------------------------------------- |
| Bissen           | 3048      | 2827      | Bissen, Kökterek, Schetibai, Schijekqum     |
| Muratsai         | 1202      | 879       | Äschen, Muratsai, Taighara                  |
| Orda             | 3393      | 2770      | Chan Ordassy, Qarassu, Sejitqali, Üschterek |
| Saiqyn           | 4690      | 4789      | Bolschewik, Saiqyn, Schärmengke, Schonai    |
| Saralschyng      | 1403      | 997       | Saralschyng                                 |
| Temir Massin     | 1388      | 1134      | Börli, Terengqudyq                          |
| Ujaly            | 1544      | 1084      | Kengoi, Ujaly                               |